# Skuphonura lindae
Skuphonura lindae är en kräftdjursart som beskrevs av Menzies och William L. Kruczynski 1983. Skuphonura lindae ingår i släktet Skuphonura och familjen Anthuridae.
Artens utbredningsområde är Mexikanska golfen. Inga underarter finns listade i Catalogue of Life.